# Laufen (Duitsland)
Laufen is een gemeente in de Duitse deelstaat Beieren, en maakt deel uit van het Landkreis Berchtesgadener Land. De noordelijke en oostelijke gemeentegrens is de bedding van de Salzach welke rivier in dat deel van zijn loop tevens de Duits-Oostenrijkse staatsgrens vormt. 
Laufen telt 7.319 inwoners.

## Geboren
- Franz Xaver Streitwieser, trompettist, muziekdocent, verzamelaar en filantroop
- Annemie Wolff (geboren Koller) (1906-1994), Duits-Nederlands fotograaf
- Johann Michael Rottmayr (1654-1730), barokschilder

Ainring ·
Anger ·
Bad Reichenhall ·
Bayerisch Gmain ·
Berchtesgaden ·
Bischofswiesen ·
Freilassing ·
Laufen ·
Marktschellenberg ·
Piding ·
Ramsau b.Berchtesgaden ·
Saaldorf-Surheim ·
Schneizlreuth ·
Schönau a.Königssee ·
Teisendorf